# Natir Puja
Natir Puja (L'adoració de la noia que balla, 1932) és l'única pel·lícula on Rabindranath Tagore està acreditat com a director. Aquesta pel·lícula és un enregistrament del ball dramàtic sobre un escenari de Tagore l'any 1926.

## Rerefons
La versió dramatitzada del Natir Puja de Tagore es va escenificar per primer cop a la casa del propi Rabindranath, Uttorayan, Konarak Rabindrabhaban, Santinikatan, l'any 1933. A finals de 1931, Tagore va arribar a Calcuta des de Santiniketan per actuar en una producció teatral del seu teatre de ball l'any 1926. Aquí, B. N. Sircar, un productor de cinema indi, i el fundador de l'estudi cinematogràfic New Theatres de Calcuta van convidar Tagore perquè adaptés l'obra teatral al cinema sota la producció de New Theatres. Tagore va donar el seu consentiment per filmar la seva producció teatral.

## Filmació
La pel·lícula fou rodada en el pis número 1 dels estudis de New Theatres, i el rodatge va durar un total de 4 dies. A part d'escriure i dirigir la pel·lícula, Tagore també hi va actuar. La música de la pel·lícula fou composta per Dinendranath Tagore. El cinematògraf de la pel·lícula fou Subodh Mitra. No seguia les regles convencionals i la pel·lícula va ser rodada com un drama teatral.

## Estrena i recepció
Després de completar-ne el rodatge i l'edició, la versió de la pel·lícula de 10,577 peus (3,224 m) fou estrenada a Chitra, Calcuta, el 22 de març de 1932. A causa que Tagore apareixia en la pel·lícula, s'esperava que la pel·lícula tingués una bona rebuda per part dels espectadors. Els productors de la pel·lícula van estar d'acord a donar el cinquanta per cent dels beneficis de la recaptació per al projecte Santiniketan de Tagore. Però la pel·lícula fou un fracàs comercial. Més tard, es va criticar el fet que la pel·lícula es recolzava en excés en la seva posada en escena teatral. B. N. Sircar opinava que el curt període de rodatge fou la causa del seu fracàs comercial.
Tanmateix, alguns crítics de Bengala van aplaudir la pel·lícula pels seus "valors estètics" (o qualitats "Tagoreanes"). El diari The Bengalee va escriure en la seva crítica:
| « | Com sap tothom, a part de l'encant que el Poeta li ha aplicat, la història té una atracció intensa per si mateixa. I considerant el fet que el artistes eren tots aficionats en la seva adolescència, es podria dir sense dubtes que l'encant no ha sofert i l'interès de l'obra s'ha mantingut per tot arreu. Les cançons, sota la direcció de Dinendra Nath Tagore, ha estat ben cantades i de ben segur seran apreciades per tothom, especialment la cançó de cigne de la noia ballarina. Però la característica més significativa de la pel·lícula és el ball interpretatiu de l'artista que interpreta el paper de Srimati. A Rabindranath pertany el crèdit pel ressorgiment d'aquest art indi antic i la seva inclusió en aquesta pel·lícula ha de donar una oportunitat a molts que no l'han vist dansat pel poeta i els seus alumnes durant els festivals estacionals als quals assisteix... | » |

## Repercussions
Aquesta fou l'única pel·lícula on Rabindranath Tagore està acreditat com a director. Els negatius de la pel·lícula van ser destruïts en un incendi a New Theatres, tot i que s'han fet intents per restaurar aquelles pel·lícules.

## Crèdits
- Escriptor i director: Rabindranath Tagore
- Productor: B. N. Sircar
- Compositor musical: Dinendranath Tagore
- Estudi: New Theatres
- Càmera: Nitin Bose
- Repartiment: Estudiants de Santiniketan